# Vlastimil Schildberger starší
Vlastimil Schildberger starší ( 21. února 1938 Bruntál – 30. března 2016 Brno) byl český historik a soudní znalec v oboru vojenské historie, zakladatel a vůdčí osobnost hnutí napoleonské historické rekonstrukce (reenactment), průkopník výzkumu havarovaných letounů (aeroarcheologie) v České republice, spoluautor a autor několika knih a článků o válečné historii.

## Život a dílo
Narodil se v Bruntále, v roce 1938 se ale rodina nuceně odstěhovala do Horních Heršpic, za druhé světové války byl jeho otec zatčen a uvězněn, načas se všichni skrývali na Vysočině, před koncem války se vrátili zpět do Horních Heršpic. Zážitky z války ovlivnily jeho pozdější zájem o historii druhé světové války. V roce 1956 absolvoval železniční školu v Jablonném Podještědí, později složil i maturitní zkoušku. V letech 1956–1998 pracoval jako výpravčí na železničních stanicích v Brně, na částečný úvazek pracoval v Moravském zemském muzeu, od roku 1982 působil jako soudní znalec v oboru militárií a vojenské historie.
V roce 1977 společně s redaktorem časopisu Zápisník Jindřichem Drebotou a Jiřím Davidem z Vyškova založili tzv. pátrací skupinu Z-77. Skupina se soustředila kolem redakce armádního časopisu Zápisník a zabývala se hledáním a vyzvedáváním havarovaných letadel z období 2. světové války a pátráním po osudech jejich posádek na území tehdejšího Československa. Za nalezení kosterních pozůstatků a identifikaci osádky bombardéru Wellington, který se zřítil ve Stošíkovicích, obdrželi členové spolku od královny Alžběty čestné členství v britském královském letectvu Royal Air Force (RAF).
V roce 1993 byla založena Nadace Letecké historické společnosti Vyškov, v rámci spolupráce Nadace a armády vzniklo ve Vyškově Muzeum letecké a pozemní techniky. V roce 1975 spoluzakládal Klub vojenské historie v Brně, v roce 1993 se zasloužil o znovuobnovení činnosti Brněnského měšťanského střeleckého sboru, byl zakladatelem a velitelem Granátnického pěšího pluku č. 1 Kaiser. Publikoval v odborných i populárních časopisech, přednášel o vojenské historii se zaměřením na období napoleonských válek a první a druhou světovou válku. Zemřel v Brně, kde je i pochován.